# Самба Геладжегі
Самба Геладжегі (Ґеладжо Джегі) (*д/н — бл. 1750) — сатігі (імператор) держави Фута-Торо в 1724—1743 роках.

## Життєпис
Походив з династії Даніанке. Син сатігі Гелааджо Джегі. У 1718 році разом зх батьком брав участь у війні проти повсталого стриєчного брата Бууби Мууси, який зміг захопити трон. В результаті Самба мусив тікати до держави Ваало, звідки ймовірно походила його мати. Згодом подорожував сусідніми державами, сповідаючись знайти підтримки. Ці мандри були оспівані його гріотами. За легендами в цей час він робить багато героїчних справ, зокрема вбиває Гвінаару — чудовисько, що мешкало на річці Сенегал, і отримує від нього чарівний пістолет. Можливо в цьому відбився союз Самби Геладжегі з французами, в яких він отримав вогнепальну зброю.
1724 року за допомогою Ахмеда аль-Хайби, еміра Бракни, повалив Буубу Муусу, зайнявши трон. Втім мусив протягом усього свого правління постійно боротися з останнім та його синами, насамперед Конко. За це від своїх ворогів дістав прізвисько «Самбайель мо Лаамотако» — «Маленький Самба, що не царює». Боротьбою за владу в Фута Торо скористався Карамоко Альфа, що повстав на півдні, створивши самостійну державу — імамат Фута-Джаллон.
1725 року позбавлений трону, тому поновив угоду з султаном Мулай Ісмаїлом про надання марокканських найманців в обмін на зерно. За допомоги найманців поновився при владі. Також почав перемовини з французькою Сенегальською компанією щодо заснування фортеці в Джоволі як противагу емірату Бракна. Угоду укладено з Клодон де Сен-Андоном, губернатором Сен-Луї, 5 березня 1737 року. Втім того ж року Самбу Геладжегі було вигнано з держави. Але 1738 року він повернувся за допомогою марокканських найманців, відомих як ортмани.
1740 року військовики Самби — Мавнде Галле Кумба Гагнін, Бара Даурел Ворбе, Нійма, Бірам Галь Сегар Алі Мусса, Ерінг Гвідінка-Гаданк — зрадили сатігі. 1741 року в битві біля Білдаси (неподалік Джоволу) Самба Геладжегі завдав супротивникам нищівної поразки. 1743 року зазнав поразки від стриєчного брата Конко Буубі Муусі, що невдовзі за цим зайняв трон Фута-Торо.
Мусив відступити до держави бунду, звідки декілька разів намагався поновитися на троні. Помер близько 1750 року, ймовірно отруєний дружиною.

## У фольклорі
У народній пам'яті перетворився в епічну постать, яку характеризує вислів «Хулатап, доггатаа і наматаа гассе» («Герой, який ніколи не боїться, ніколи не цурається бою і не терпить безчестя»). Уславлений гріотом Севі Малал Лаяаном в пісні «Лагійя», складеної за легендою на основі пісні птахів, яких любив слухати Самба. Ця пісня увійшла до антології «Атлантида» німецького етнолога Лео Фробеніуса. Інтерпретацію «Лагійї» здійснювали різні сенегальські співаки XX і XXI ст.